# Schlacht im Kula-Golf
Südliche Salomonen

1942

Tulagi –
Guadalcanal

1943

Operation I –
Operation Vengeance –
Operation SO und SE
Zentral-Salomonen

1943

New Georgia –
Kula-Golf –
Kolombangara –
Vella-Golf –
Dogeared –
Vella Lavella –
Operation SE
Nördliche Salomonen

1943–1945

Treasury-Inseln –
Choiseul –
Kaiserin-Augusta-Bucht –
Bougainville –
Green Islands
Die Seeschlacht im Kula-Golf war eine Schlacht zwischen den Vereinigten Staaten von Amerika und den Japanern während des Pazifikkrieges. Sie fand in der Nacht vom 5. auf den 6. Juli 1943 in der Nähe von New Georgia in der Inselgruppe der Salomonen statt.

## Vorgeschichte
Am 5. Juli erhielt die Task Group 36.1 unter dem Kommando von Konteradmiral Walden L. Ainsworth die Meldung, dass ein weiterer Tokyo Express in der Nähe von New Georgia Richtung Nordwest unterwegs sei. Die Task Group bestand aus den Leichten Kreuzern Helena, Honolulu und St. Louis und den Zerstörern Jenkins, Nicholas, O’Bannon, Radford.
Der japanische Konvoi bestand aus den Zerstörern Niizuki, Tanikaze und Suzukaze, die für den Begleitschutz zuständig waren, sowie zwei Transportgruppen (Gruppe 1: Hamakaze, Mikazuki, Mochitsuki; Gruppe 2: Amagiri, Hatsuyuki, Nagatsuki, Satsuki). Er stand unter dem Kommando von Konteradmiral Akiyama Teruo auf dem Flaggschiff Niizuki und sollte Verstärkungstruppen des japanischen Heeres nach Vila auf Kolombangara bringen. Diese Truppen sollten dann nach Munda auf New Georgia gebracht werden, um die dortige Garnison zu verstärken. Sie trafen auf eine amerikanische Task Force, die Vila beschoss.

## Die Schlacht

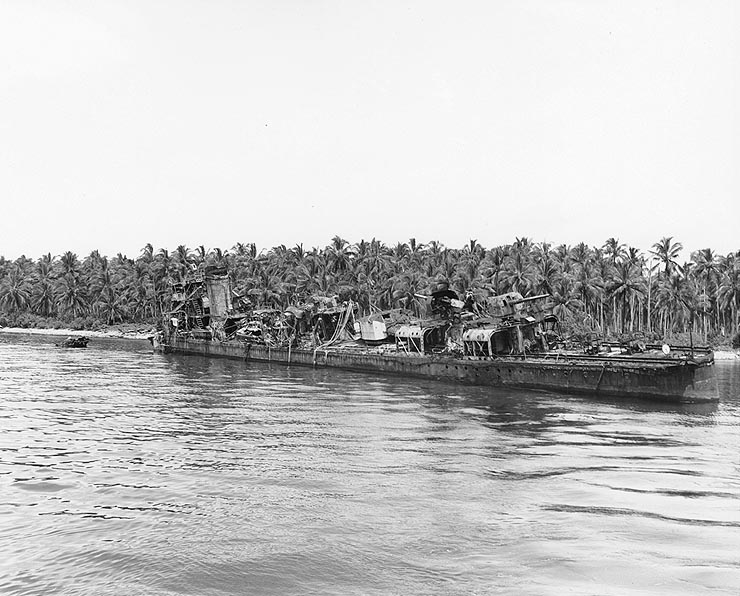
Das Wrack der Nagatsuki am Strand von Kolombangara, fotografiert am 8. Mai 1944

Die Niizuki hatte um 00:15 Uhr den ersten Radarkontakt. Die Japaner schossen eine Salve Torpedos, von denen keiner traf, und drehten in Richtung Norden ab. Die erste Transportgruppe trennte sich vom Konvoi und konnte ihre Truppen erfolgreich ans Ziel bringen. Um 01:43 Uhr gab Konteradmiral Akiyama der zweiten Transportgruppe den Befehl, in Richtung Süden abzudrehen und ihre Truppen nach Vila zu bringen, während er weiter nach Norden fuhr. Innerhalb kurzer Zeit erkannte er, dass seine verbliebene Gruppe zu schwach für eine Konfrontation mit den Amerikanern war. Deshalb holte er die zweite Transportgruppe zurück.

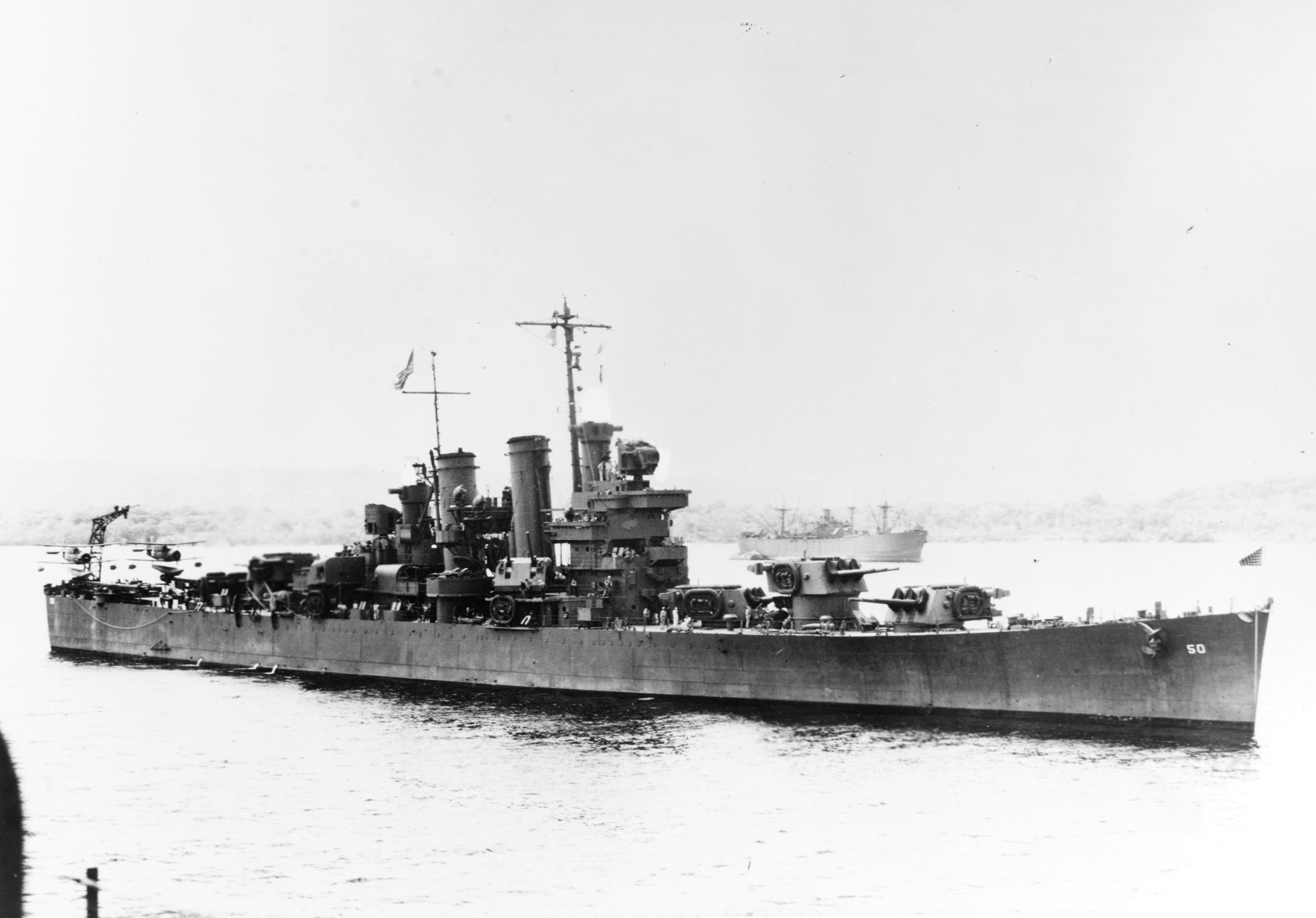
Die Helena

Die Amerikaner hatten ihren ersten Kontakt erst um 01:06 Uhr. Sie eröffneten kurz vor 2 Uhr das Feuer. Der vorne fahrende Zerstörer Niizuki konnte rasch versenkt werden, wobei auch Admiral Akiyama getötet wurde. Die Japaner konterten mit einem Torpedoangriff und versenkten die Helena.
Jetzt kam die zweite Gruppe zurück und die Amerikaner eröffneten sofort das Feuer. Die Amagiri erhielt vier Treffer. Sie schoss einige Torpedos ab, nebelte sich ein und drehte wieder in Richtung Süden ab. Die Hatsuyuki, das nächste Schiff in der japanischen Linie, wurde schwer beschädigt und drehte ebenfalls ab. Die anderen wollten sich ebenfalls zurückziehen, wobei die Nagatsuki auf Grund lief.

Beide Kontrahenten zogen sich bis auf einen japanischen und zwei amerikanische Zerstörer zurück, die für Rettungsmaßnahmen verblieben. Um 5 Uhr bekämpften sich die Amagiri und die Nicholas mit Torpedos, wobei die Amagiri beschädigt wurde und sich zurückzog. 

## Ergebnis
Die von ihrer Mannschaft verlassene Nagatsuki wurde von amerikanischen Bombern versenkt. Die Radford und die Nicholas konnten 750 Überlebende der Helena retten. Von den 2600 Mann Verstärkungstruppen der Japaner konnten nur die 850 der ersten Gruppe ans Ziel gebracht werden. Die Amerikaner verloren einen Leichten Kreuzer in diesem Gefecht, während die Japaner zwei Zerstörer einbüßten. Weitere Schiffe wurden beschädigt.